# 穆尔克·拉吉·阿南德

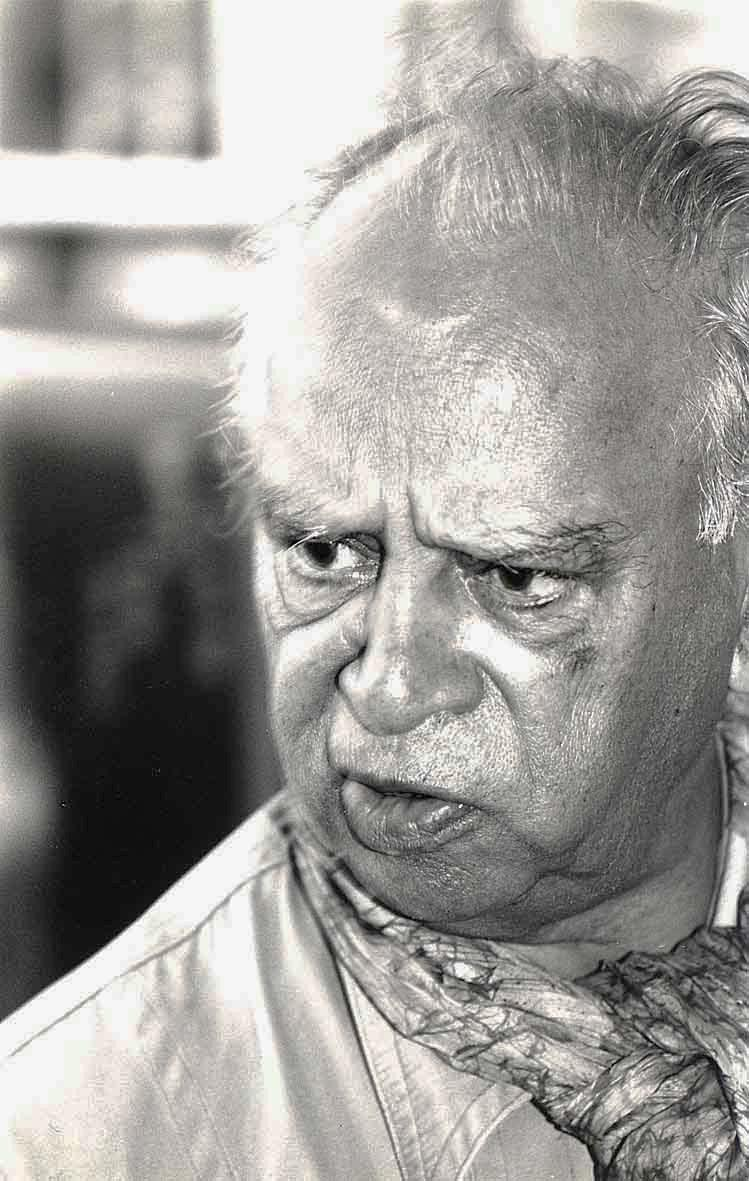
穆尔克·拉吉·阿南德

穆尔克·拉吉·阿南德（1905年12月12日 - 2004年9月28日）又譯M.R. 安纳德，是一位印度作家，他主要寫英语小說。  不過他的英語小說中有不少來自旁遮普语和印度斯坦语的习语， 他曾獲得莲花装勋章。 
穆尔克·拉吉·阿南德生于白沙瓦的一个印度教卡特里家庭。 阿南德曾在卡尔萨学院就讀， 1924年毕业之后移居英国。他曾在伦敦大学学院學習，后来又进入剑桥大学学习，并于1929年获得哲学博士学位。 
1938年，阿南德与英国女演员、共产党员凯瑟琳·范盖尔德 (Kathleen Van Gelder) 结婚，育有一女苏希拉 (Susheela)，后兩人于1948年离婚。 
阿南德支持社会主义。 
1950年，阿南德与来自孟买的一位帕西古典舞蹈家结婚。  2004年9月28日，他因肺炎在浦那去世，享年98岁。 